# Nam Giang (huyện)
Nam Giang là một huyện miền núi biên giới nằm ở phía tây tỉnh Quảng Nam, Việt Nam.

## Địa lý
Huyện Nam Giang nằm ở phía tây tỉnh Quảng Nam, có vị trí địa lý:
- Phía bắc giáp các huyện Đông Giang và Tây Giang
- Phía tây giáp Lào với chiều dài đường biên giới khoảng 70 km
- Phía nam giáp huyện Phước Sơn và huyện Đăk Glei, tỉnh Kon Tum
- Phía đông giáp các huyện Đại Lộc và Quế Sơn.

Huyện Nam Giang có diện tích 1.836 km², có 7.265 hộ với dân số năm 2019 là 26.123 người, trong đó: có 2.185 hộ sống ở là thành thị với dân số có 7.616 người chiếm 29% và có 5.080 hộ sống ở nông thôn với dân số 18.507 người chiếm 71%, mật độ dân số đạt 14 người/km².
Huyện là đơn vị hành chính cấp huyện có diện tích lớn nhất tỉnh Quảng Nam. Trong đó, đông nhất là người Cơ tu với 3.215 hộ, kế đến là người Giẻ Triêng với 1.131 hộ, thứ ba là dân tộc Kinh với 1.076 hộ, các dân tộc khác có 108 hộ.

## Hành chính

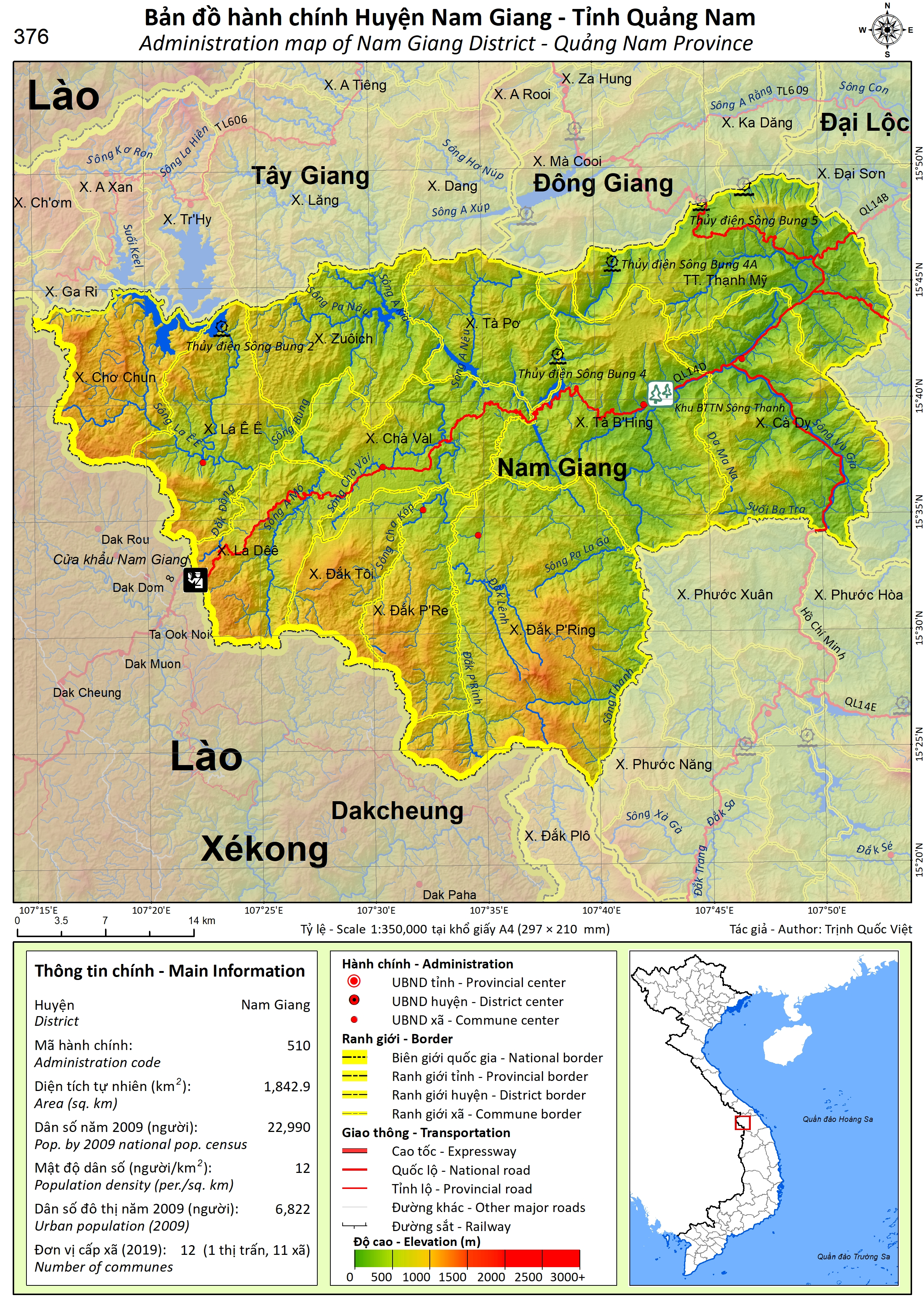
Bản đồ hành chính huyện Nam Giang

Huyện Nam Giang có 12 đơn vị hành chính cấp xã trực thuộc, bao gồm thị trấn Thạnh Mỹ (huyện lỵ) và 11 xã: Cà Dy, Chà Vàl, Chơ Chun, Đắc Pre, Đắc Pring, Đắc Tôi, La Dêê, La Êê, Tà Bhing, Tà Pơơ, Zuôih.

## Lịch sử
Tháng 1 năm 1948, Ủy ban Kháng chiến - Hành chính tỉnh Quảng Nam ra quyết định tách các làng dân tộc miền núi thuộc huyện Đại Lộc để thành lập châu Bến Giằng. Đến tháng 6 năm 1949, châu Bến Giằng đổi thành huyện Bến Giằng, sau rút gọn lại thành huyện Giằng. Bến Giằng vốn là tên vùng đất nơi ngã ba con sông Thanh đổ vào sông Vu Gia (nay thuộc xã Cà Dy), có một bãi cát bằng phẳng nằm ở phía trên thác, làm nơi bến đậu của ghe thuyền có tên là bến Giằng Xay (sau được rút gọn thành bến Giằng).
Sau năm 1975, huyện Giằng thuộc tỉnh Quảng Nam - Đà Nẵng, gồm 9 xã: Cà Dy, Chà Vàl, Đắc Pre, Đắc Pring, La Dêê, La Êê, Tà Bhing, Zơ Nông và Zuôih.
Ngày 23 tháng 9 năm 1981, giải thể xã Zơ Nông để thành lập thị trấn Thạnh Mỹ và sáp nhập hai thôn còn lại của xã Zơ Nông vào xã Cà Dy.
Ngày 6 tháng 11 năm 1996, Huyện Giằng thuộc tỉnh Quảng Nam vừa được tái lập và đến ngày 16 tháng 8 năm 1999, Chính phủ ban hành Nghị định số 71/1999/NĐ-CP. Theo đó, đổi tên huyện Giằng thành huyện Nam Giang.
Ngày 10 tháng 1 năm 2011, Chính phủ ban hành Nghị quyết 03/NQ-CP. Theo đó:
- Thành lập xã Chơ Chun trên cơ sở điều chỉnh 10.950 ha diện tích tự nhiên và 964 người của xã La Êê
- Thành lập xã Đắc Tôi trên cơ sở điều chỉnh 6.900 ha diện tích tự nhiên và 813 người của xã La Dêê
- Thành lập xã Tà Pơơ trên cơ sở điều chỉnh 9.370 ha diện tích tự nhiên và 719 người của xã Tà Bhing, 8.193,91 ha diện tích tự nhiên và 313 người của xã Zuôih.

Huyện Nam Giang có 1 thị trấn và 11 xã như hiện nay.

## Kinh tế - xã hội

### Kinh tế
Tài nguyên khoáng sản trên địa bàn huyện:
- Có vàng sa khoáng hiện đang được các cơ quan thẩm quyền cho phép một số đơn vị triển khai thăm dò.
- Trữ lượng đá vôi ở Thạnh Mỹ khá lớn, nhà máy xi măng Thạnh Mỹ đã xây dựng và đưa vào sử dụng

Do địa hình của huyện có nhiều sông suối, có tiềm năng lớn về thủy điện. Hiện nay, các công trình thủy điện được xây dựng và vận hành như: Thủy điện Sông Bung 2, Thủy điện Sông Bung 4, Thủy điện Sông Bung 5 và Thủy điện Sông Bung 6.
Có khu du lịch sinh thái thác Grăng, hiện đang trong quá trình đầu tư xây dựng để khai thác du lịch.
Giá trị sản xuất nông - lâm nghiệp của huyện năm 2012 đạt 190.650,373 triệu đồng.
Giá trị sản xuất công nghiệp - tiểu thủ công nghiệp của huyện năm 2012 đạt 28.614,1 triệu đồng.

### Y tế
Hầu hết các xã trong huyện đều đã có Trạm y tế xã (12 trạm), với tổng số 137 cán bộ, trong đó nữ có 86 người. Ngành y có 68 người, ngành dược có bảy người.

### Giáo dục
Trên địa bàn huyện có 28 cơ sở giáo dục công lập, trong đó có 2 trường THPT mang tên Tố Hữu và Nguyễn Văn Trỗi.